# (535023) 2014 WO509
(535023) 2014 WO509 est un objet transneptunien faisant partie des cubewanos. 

## Caractéristiques
(535023) 2014 WO509 est estimé avoir un diamètre de 243 km.